# Battaglia dell'Isola di Guadalupe (1595)
La battaglia dell'isola di Guadalupe, nota anche come battaglia di Guadalupa, fu un'azione navale che ebbe luogo al largo dell'isola di Guadalupa, nel Mar dei Caraibi, l'8 novembre 1595, tra le forze spagnole con cinque fregate al comando di don Pedro Tello de Guzmán e di don Gonzalo Méndez de Cancio (nominato ammiraglio dal 19 agosto 1595), e uno squadrone inglese di nove navi (la retroguardia della flotta di Francis Drake), nel contesto della guerra anglo-spagnola (1585-1604).

## Lo scontro
Le navi inglesi provenivano dall'inconcludente spedizione militare inglese del 1595 contro la Spagna ed i suoi possedimenti in America, ed erano guidate da sir Francis Drake in persona, con sir John Hawkins e sir Thomas Baskerville come suoi secondi. Lo scontro fu una vittoria per gli spagnoli. Una delle navi inglesi, la Francis, venne catturata mentre le altre riuscirono a fuggire. Sapendo quindi dei piani di Drake, la flottiglia spagnola giunse a San Juan il 13 novembre, rafforzando il villaggio con ulteriori 500 soldati e rifornimenti adeguati a resistere ad un assalto. Gli spagnoli predisposero diverse posizioni d'artiglieria e le cinque fregate vennero posizionate proprio all'entrata della baia, attendendo l'arrivo di Drake. Il 22 novembre, col completamento delle difese, giunse la flotta inglese che cercò di invadere il villaggio. Il risultato fu un'ulteriore vittoria degli spagnoli sulle forze di Drake.